# Кехлибарени риби
Кехлибарените риби (Seriola) са род актиноптери от семейство Сафридови (Carangidae).
Таксонът е описан за пръв път от Жорж Кювие през 1816 година.

## Видове
- Seriola carpenteri
- Seriola dumerili – Едра кехлибарена риба
- Seriola fasciata
- Seriola hippos
- Seriola lalandi – Жълтоопашата кехлибарена риба
- Seriola peruana
- Seriola quinqueradiata
- Seriola rivoliana
- Seriola zonata